# ژوزف او. هیرشفلدر
ژوزف او. هیرشفلدر (انگلیسی: Joseph O. Hirschfelder؛ زاده ۲۷ مه ۱۹۱۱ درگذشته ۳۰ مارس ۱۹۹۰) یک فیزیک‌دان، و شیمی‌دان اهل ایالات متحده آمریکا بود.